# کریگ تی. نلسن
کریگ تی. نلسن (انگلیسی: Craig T. Nelson؛ زاده ۴ آوریل ۱۹۴۴) هنرپیشه اهل ایالات متحده آمریکا است.
از فیلم‌ها یا برنامه‌های تلویزیونی که وی در آن نقش داشته‌است می‌توان به نمای پارالاکس، سرباز بنجامین، خواستگاری، شگفت‌انگیزان، وکیل مدافع شیطان، ... و عدالت برای همه، سگ را بجنبان، موج‌سوار، ترنر و هوک، تیغ شهرت، مردان کمپانی، خانواده استون، ارواح خبیثه ۲، سربازان بورلی هیلز، باشگاه کتاب: فصل بعدی، تمام حرکات درست، اکش جکسون، سرسخت شدن و سبز و طلایی اشاره کرد.